# Aschoffs knuta
Aschoffs knuta, en i mikroskop iakttagbar sjuklig vävnadsförändring som består av en liten lokal anhopning av celler samlande kring en härd av skadad bindväv. Dessa knutor är karakteristiska vid reumatism. De har fått sitt namn av den tyske patologen Ludwig Aschoff